# Science Fiction Review
Science Fiction Review —conocida también como The Alien Critic, Psychotic o Richard E. Geis— fue un fanzine y newszine de ciencia ficción estadounidense editado y publicado en Portland por Richard E. Geis entre 1953 hasta principios de la década de 1990; durante todo este período la revista pasó por distintos nombres, mientras que su publicación no fue regular y pasó por varios períodos.

## Historia
La revista publicaba crítica literaria, noticias y entrevistas asociadas al género, y nació como Psychotic en julio de 1953, para cambiar a Science Fiction Review en agosto de 1955, y luego cerrar dos meses más tarde. En 1967 Geis la revive con su título original, pero en noviembre de 1968 la cambia nuevamente de nombre, optando por el segundo para cesar su edición con el número de marzo de 1971; en 1972, la revista vuelve como Richard E. Geis con un enfoque editorial más personal, pero en enero de 1973 cambia a The Alien Critic y luego retorna a Science Fiction Review con el número 12 de febrero de 1975.
En general, varios historiadores y bibliógrafos del género agrupan a este conjunto de nombres detrás de un solo fanzine —Science Fiction Review— por su numeración sucesivamente correlativa, salvo Brian M. Stableford que en su Historical dictionary of Science Fiction Literature los menciona como independientes.

## Colaboradores y reconocimientos
Entre sus colaboradores regulares se encontraban Orson Scott Car que escribía la sección titulada You Got No Friends in This World, o Ted White por ejemplo. Recibió varios reconocimientos, entre ellos el Premio Hugo al mejor fanzine en 1969, 1970, 1977 y 1979. Tras Ansible —que tiene cinco—, Science Fiction Review tiene cuatro victorias en los Premios Hugo de 11 nominaciones, mientras que Richard E. Geis ha ganado 6 de 14 nominaciones por su trabajo en la revista, ya sea como Science Fiction Review, Psychotic o The Alien Critic.